# 曲げられない女
『曲げられない女』（まげられないおんな）は、日本テレビ系列の『水曜ドラマ』枠（毎週水曜日22:00 - 22:54、JST）で2010年1月13日から3月17日まで放送された日本のテレビドラマ。主演は菅野美穂。
2012年1月16日から2月9日まで、ゴゴドラ枠にて、毎週月曜から木曜の15:55 - 16:53で再放送された。

## 概要
結婚、仕事、友達、社会と真正面から向き合う、「どうしても自分（の意志）を曲げられない」32歳の女を描く物語。キャッチコピーは、「わたくし、まっすぐ生きていたいのです。」。主演の菅野美穂は『キイナ〜不可能犯罪捜査官〜』以来の水曜ドラマ枠出演となる。劇伴を担当した池頼広は、同枠で前クールに放送された『ギネ 産婦人科の女たち』からの続投となる。第47回ギャラクシー賞奨励賞受賞。

## あらすじ
司法試験に合格した直後に事故死した父・義紀が果たせなかった弁護士になる夢を諦められずにいる荻原早紀は、弁護士法人事務所で見習いパラリーガルをしながら弁護士を目指しているものの、司法試験には9年連続で不合格。周囲からは結婚を勧められているが、彼女は物事をきちんとしないと気が済まない「曲げられない女」だった。ある日、早紀は、高校時代の同級生・璃子と再会。直後に恋人の正登からプロポーズされたが、ひょんなことから知り合った光輝に「結婚に夢を持つな」と忠告され、曲げられなかった自分の人生に迷いが生まれる。
その後、早紀は増野法律事務所でのある案件に疑問を投げかけ、恋仲であった正登も自ら手放す形で相次いで失い、さらに長年蟠りのあった母・光にも先立たれて生きる気力を失いかける。しかし璃子と光輝の励ましで立ち直り、中島剛志法律事務所で働き始める。その後、正登の子の妊娠が発覚し、司法試験受験と出産のどちらを諦めるか悩んだ末、正登には頼らず両方とも諦めない選択をする。ところが、璃子と光輝が自分の10年日記を勝手に読んだことを璃子が吐露したため、「自分のことを理解してくれない友達は必要ない」と言い放ち、仲良くなったばかりだった璃子と光輝と絶交するも、33歳の誕生日に和解する。
10回目の司法試験で口述試験を受験した後、長女・灯（とも）を出産。10回目の受験で一度は区切りをつける決心をしたものの、不合格となり落ち込んでいたところを璃子たちに励まされ、翌年11回目の受験でようやく合格し、弁護士になった。

## 登場人物

### 主要人物
荻原 早紀（おぎわら さき）〈32 → 33〉
演 - 菅野美穂（幼少期：浅見姫香）
本作のヒロイン。1977年3月3日生まれ。新潟県出身。司法試験には9年連続で落ちている。
受験の度に毎回買っているワインを未だに空けられない上、合格するまでは好物のチーズも断っていた。字が似ていることから名字を「はぎわら」とよく間違えられる。曲がったことや無駄を嫌い、いかなる物事もきちんとして、些細な言い間違いですら、その場で正さなければ気が済まない。「すみません、正確に言っておきたいので」が口癖。その為周囲とはいつも軋轢が生じ、璃子と再会し、光輝に出会うまでの32年間友人を作ってこなかった。普段は感情をあまり表に出さないが、一旦キレると怒りの感情を露にする。しかし、それはほんの一瞬だけでいつもすぐに落ち込んでしまう。璃子と光輝曰く「（心の）シャッターが開いてもすぐに閉まるが、実は熱い人間」。たまプラーザ駅近辺にある殺人事件のあったマンションの一室を7万円という半額の家賃で暮らし、光の死後は実家で飼っていた犬のアトムを引き取っている。正登に薦められ、やる気の出ない時にはマイケル・ジャクソンの楽曲をBGMにダンスをしながら自分を奮い立たせている他、結論を出すのが難しい問題に直面すると、考えを整理するためにレポート状の文書にまとめてから検討する。
藍田 光輝（あいだ こうき）〈36〉
演 - 谷原章介
東大卒で警視庁のキャリア官僚（警視正）で、日本橋警察署で署長をしていた。親戚の結婚式に来ていた時、ウエディングドレスを探しに来ていた璃子と早紀に出会う。軽い性格で女好きなプレイボーイだが、早紀を初めて女性として意識するようになり、告白したが断られた。争い事を一番嫌い、人を楽しませるのが好きで、真面目な場面でふざけた一言を言った後には「冗談です、楽しんでいただけましたか?」と言うのがお約束。父親も警察官で、小さい頃に母親を亡くしている。高校時代、デート中に絡まれた不良たちの言いなりになり、彼女から見掛け倒しと言われてから弱い自分を隠すようになり、そんな自分をごまかすために警察官となったが、管轄内でストーカー事件が起きても適切な対処が行われず、自身も署内では肩書きだけの存在で蚊帳の外だったことに疑問を感じ、警察官を辞めた。その後、ケンカ中に早紀から送られた「人を楽しませる仕事とは?」のレポートを読み、得意な料理でたくさんの人を幸せにするために料理人になることを決意し、レストランに再就職。早紀の両親学級には、お腹の子の父親である正登の代わりにずっと一緒に通っていた。司法試験の合否にかかわらず、早紀にプロポーズしようとしたが、自ら取り止める。数年後には璃子が働く特別養護老人ホームの食堂で働き、璃子と付き合っている。璃子からは「コウちゃん」と呼ばれている。
坂本 正登（さかもと まさと）〈29〉
演 - 塚本高史
増野法律事務所の弁護士。早紀の大学時代の後輩で、司法試験の勉強の仕方などを教えてもらっていた。9年間付き合ってきた早紀のことをいつも気遣い、何度プロポーズを断られても、よりを戻そうと必死だったが、その優しさは自分をアピールするためだけのもので、それを光輝に指摘されてからは、早紀たちの輪の中に入りづらくなり、距離を置いてしまう。その後、付き合い始めた里美との結婚を決意するが、早紀のことを諦められず、結婚式当日に式場から逃げ出してしまい、これまでの顧客の信用をすべて失い、里美からは別れを告げられ、事務所も辞めた。弁護士になる夢に向かって突き進む早紀の背中をずっと追い続けたが、司法試験に合格した時に早紀を追い越したと勘違いし、自分が優秀だと思い込むようになった。そのため、早紀に弁護士になるのは無理だと言い続けていたが、大学時代に互いに切磋琢磨していた頃の気持ちを思い出し、最終的には早紀を応援するようになる。その後は中島の紹介で、無料法律相談窓口の仕事をしている。灯の認知は行い、定期的に会っている。
長部 璃子（おさべ りこ）〈34〉
演 - 永作博美
早紀の高校時代の同級生。早紀と同じく新潟県出身。現在は専業主婦で、2児の母。旧姓は蓮美（はすみ）。嘘をつく事と見栄を張る事が得意で、願望達成の為には嘘も方便と割り切っている。短大卒業後、結婚相手を探す目的だけで就職した商社で受付嬢をしていた時に善隆と出会って9年前に結婚し、裕福な生活をしていた。だが、夢と望が自分になかなか懐かなかったため、鬼姑の富貴恵に子供の世話を任せるようになるも、やがて富貴恵からは家事・育児に一切関わらせてもらえず、子供にも相手にされなくなり、さらに夫の善隆には浮気され、家庭内で孤立している。そのため、富貴恵と折り合いが悪く、料理が苦手で、子供の嗜好や望に喘息の発作があることなど、全く知らなかった。早紀と15年ぶりに再会して以来、正登と早紀が上手くいくようにお膳立てしようと付きまとっていたが、長部家を出て、早紀の部屋に転がり込んでくる。しかし、善隆との3人目の子を妊娠したことが分かった直後に早紀とケンカし、長部家に戻って非礼を詫び、妊娠を伝えた上でもう一度家に置いてもらうよう富貴恵たちに土下座したが、状況は好転せず、書きかけの早紀のレポートを読んで、マザコン夫・善隆との離婚を決意。ところが、富貴恵が倒れてからも長部家に残り、体が不自由になった義母を世話していたが、善隆には内緒で既に離婚届を提出し、姑としてではなく他人として接していた。富貴恵のリハビリに付き添ううちに、介護福祉士の資格を取ることを決め、単身長部家を出て、光（ひかる）を出産（元夫の善隆に認知してもらっている）。数年後にはバツイチのシングルマザーとなり女手ひとつで光を育てながら介護福祉士となって特別養護老人ホームで働き、さらに光輝との子を身ごもっている。

### 長部家
長部 善隆（おさべ よしたか）〈38〉
演 - 山口馬木也
璃子の夫。エリート社員だが、母親譲りの自己中心的で身勝手で傲慢な性格で、父性に欠けており妻と子供たちへの愛情は薄く、冬彦のようなマザコン夫で、実はさおりと浮気している。体が不自由になった精神的重荷になった存在である母親の富貴恵を住宅型有料老人ホームに死ぬまで無理矢理入れて、厄介払いしようとする。
長部 夢（おさべ ゆめ）〈7〉
演 - 松浦愛弓
璃子と善隆の娘。甘やかされたせいか、わがままで身勝手。
長部 望（おさべ のぞむ）〈3〉
演 - 滝田匠
璃子と善隆の息子。喘息の持病と発作がある。パイナップルが嫌い。姉の夢と同じく、甘やかされたせいか、わがままで身勝手。
長部 富貴恵（おさべ ふきえ）〈60〉
演 - 高林由紀子
善隆の母親で璃子の義母（姑）で未亡人。璃子から奪うように孫の夢と望の世話をしていた。実際は完全に孫を溺愛して手懐けて甘やかしていて、躾も何もしていない。善隆が浮気したのも璃子がしっかりしていなかったからだと責任転嫁し、璃子のお腹の子が本当に善隆の子なのかも疑っている。璃子が善隆との離婚を宣言した時に倒れ、体が不自由になってしまい息子に見捨てられるが、璃子を除いて家族に相手にしてもらえない。
三田 タミ（みた タミ）
演 - 柳谷ユカ
長部家の家政婦。本枠で放送された遊川脚本の松嶋菜々子主演『家政婦のミタ』にも柳谷が演じる同姓同名の家政婦が登場している。

### 増野法律事務所
横谷 里美（よこや さとみ）〈25〉
演 - 能世あんな
正登の秘書。増野法律事務所に入ったのは結婚相手を見つけるためと玉の輿に乗るためだけの腰掛けの尻軽女。正登に思いを寄せており早紀を勝手にライバル視、その後交際を経てスピード結婚することにしたが、結婚式当日に逃げられて愛想を尽かし別れを告げる。その後、金持ちのイケメンと財産目当てで結婚したが、内緒で多額の借金を作ってしまい、身から出た錆であり自業自得であるが、夫から離婚と子供の親権を渡さないことを告げられ、弁護士になった早紀の元へ相談に訪れる。
増野所長（ますのしょちょう）〈55〉
演 - 西岡徳馬
増野法律事務所所長。早紀と正登の関係を認め、さらに早紀の実力を買うが、目的のためなら手段を選ばないことで早紀と対立した。

### 荻原家
荻原 義紀（おぎわら よしのり）
演 - 林泰文
早紀の父親。1954年12月6日生まれ。9回目にして、ようやく司法試験に合格した直後、不慮の事故で亡くなる。
荻原 光（おぎわら ひかり）〈56〉
演 - 朝加真由美
早紀の母親で高校教師。大学生の時に早紀を身ごもり、交際していた義紀と学生結婚。狭心症で倒れ、璃子と光輝に早紀のことを頼み亡くなる。早紀と同じく曲がったことや無駄を嫌い、負けず嫌いな上に自分が正しいと思ったことを貫き通そうとする意地っ張りな性格までソックリである。名字に加え、よく名前の読み方を「ひかる」と間違えられる。

### その他
今田 健治（いまだ けんじ）〈19〉
演 - 市川知宏
早紀と同じマンションの階上に暮らす親のスネかじりの世間知らずで苦労知らずのただ背が高いだけと若いだけが取柄だけの大学生。ゴミの分別や騒音などのトラブルが多く、そのたびにやってくる母親をやきもきさせ、早紀には注意される。ゼミの先生を殴って自業自得だが停学処分となる。早紀と璃子と同じく新潟県出身で、赤ん坊の頃、義紀に助けられた（義紀はこの直後事故死）ことが明らかになる。大学復学後は改心してイメージチェンジして早紀を先輩と呼び、司法試験を目指す決意をする。
副署長
演 - 小林すすむ
日本橋警察署の光輝の年上の部下。
中島 剛志（なかしま つよし）
演 - 平泉成
弁護士で、中島剛志法律事務所→中島・荻原法律事務所所長。市役所の法律相談窓口で早紀たちと出会う。引退し田舎に帰ろうとしたが、早紀の言葉を聞いて思いとどまり、増野法律事務所を辞めた早紀を雇い入れる。良い弁護士になれると早紀の資質を見込んでいる。よく名字の読み方を「なかじま」と間違えられる上、名前も「たけし」と間違えられる。

### ゲスト
第1話
- 相談者 - 高橋由美子
- 相談者の夫 - 飯田基祐
- 光輝の女 - 杏さゆり、和泉佑三子
- 永井医師 - 吉家章人（第3話）
- 看護師 - 加藤直美（第3話）

第2話
- 仲野貫一 - 近藤公園
- 部長 - 大河内浩
- 諸井商事社長 - 薬師寺順
- 下請け作業員 - 瀬戸将哉、山崎健二
- ホステス - 小河里美
- クラブの店長 - 赤屋板明
- 健治の母親 - 酒井麻吏（第3・7・8話）

第3話
- 僧侶 - 橋本宗篤
- 荻原光の教え子 - 石丸佐知、光平崇弘

第4話
- さおり - 森望美
- 健治の友人 - 橋本銀次（第6話）

第5話
- 相談者 - 有薗芳記、新納敏正

第7話
- 相談者 - 平田裕香
- 相談者の子供の父親 - 真勝國之
- 光輝の元交際相手 - 中鉢明子
- 道生雪 - 片岡礼子（第8・9・最終話）

第8話
- 光輝の父親 - 須永慶
- 光輝の見合い相手 - 渡邉小百合
- 光輝の見合い相手の父親 - 神埼智孝
- 光輝の見合い相手の母親 - 丸山瑠真
- 古本屋の店主 - 半海一晃
- リサイクルショップの店員 - 中村泰三
- レストランの店長 - 櫻庭博道（第9話）

第9話
- 里美の親戚 - 橋本宗篤、森山米次
- 有料老人ホームの入居者 - 橘家二三蔵
- 有料老人ホームの介護士 - 重廣礼香

最終話
- 司法試験の試験官 - 野元学二
- スーパーのクレーム客 - 川渕良和
- スーパーのレジ係 - 泉里香
- スーパーの店長 - 三宅重信（声のみ）
- 特別養護老人ホームの入居者 - 小野敦子、奥野匡、小貫加恵、山浦栄
- 荻原灯 - 浅見姫香〔乳児期：山田果唯莉 〕
- 蓮美光 - 佐藤詩音
- 蓮美光の友人 - 吉原真諒、菊池瑛心

## スタッフ
- 脚本 - 遊川和彦
- チーフプロデューサー - 櫨山裕子
- プロデューサー - 大平太、山本由緒、太田雅晴
- 演出 - 南雲聖一、吉野洋、木内健人（5年D組）
- 音楽 - 池頼広
- 主題歌 - aiko「戻れない明日」（ポニーキャニオン）
- 技術協力 - NiTRO
- 美術協力 - 日テレアート
- 制作協力 - 5年D組
- 製作著作 - 日本テレビ

## 放送日程
| 各話                                                       | 放送日        | サブタイトル                                     | 演出     | 視聴率 |
| ---------------------------------------------------------- | ------------- | ------------------------------------------------ | -------- | ------ |
| 第1話                                                      | 2010年1月13日 | 男? 仕事? 夢? 貫く私の究極の選択! 絶対幸せになる | 南雲聖一 | 15.4%  |
| 第2話                                                      | 2010年1月20日 | 女の本音…お金は欲しいわよ!                       | 南雲聖一 | 11.0%  |
| 第3話                                                      | 2010年1月27日 | 強情娘とガンコ母の最後の対決                     | 吉野洋   | 13.7%  |
| 第4話                                                      | 2010年2月03日 | 殴る女…一人ぼっち同士の友情                      | 木内健人 | 13.3%  |
| 第5話                                                      | 2010年2月10日 | 殴り返す女! 夫と子供は大切に                     | 南雲聖一 | 13.1%  |
| 第6話                                                      | 2010年2月17日 | リスクだらけの女の幸せさがし                     | 吉野洋   | 14.5%  |
| 第7話                                                      | 2010年2月24日 | 友情決裂! 孤独な決断、なぜ?                      | 木内健人 | 13.6%  |
| 第8話                                                      | 2010年3月03日 | 女がひとりで生きられない理由                     | 南雲聖一 | 15.9%  |
| 第9話                                                      | 2010年3月10日 | 出産直前…最後のプロポーズ!                       | 木内健人 | 16.4%  |
| 最終話                                                     | 2010年3月17日 | 女の革命遂に完結! 10年日記に刻まれた最後の言葉   | 南雲聖一 | 18.6%  |
| 平均視聴率 14.6%（視聴率は関東地区・ビデオリサーチ社調べ） |               |                                                  |          |        |

## 遅れネット局
- 琉球放送（TBS系列）

2010年8月16日 - 9月1日（月 - 水曜日）13:55 - 14:50のドラマアゲイン枠にて放送。（第2話は8月16日の15:04 - 15:58に放送）
『斉藤さん』を最後に水曜ドラマのネットを打ち切ったが、この作品でネットが復活した。